# Krigsåret 1718

## Pågående krig
- Kvadruppelallianskriget (1718 - 1720)[1]
  - Storbritannien, Nederländerna, Frankrike och Österrike på ena sidan
  - Spanien på andra sidan

- Stora nordiska kriget (1700 - 1721)[1]
  - Ryssland, Polen-Litauen, Danmark, Sachsen, Preussen och Hannover på ena sidan
  - Sverige och Holstein-Gottorp på andra sidan.

## Händelser

### November
- 20 - Sverige inleder belägringen av Fredrikstens fästning.
- 30 (GS) - Karl XII skjuts i huvudet vid Fredriksten och dör.

### Okänt datum
- Freden i Pozarevac avslutar kriget mellan Österrike och Turkiet. Belgrad till Österrike.
- I slaget vid Passaro besegrar den brittiska flottan den spanska flottan.

### Fotnoter
1. 1 2  ”World Statesmen”. http://www.worldstatesmen.org/WARS.html. Läst 28 juni 2011.